# Иконников, Олег Антонович
Олег Антонович Иконников (11 марта 1927, Москва — 25 апреля 2004) — советский и российский скульптор.

## Биография
Олег Иконников родился 11 марта 1927 года в Москве. В 1945—1951 годах учился в Московском институте прикладного и декоративного искусства у Е. Ф. Белашовой и А. А. Дейнеки. Его дипломной работой была скульптура «1905 год» (руководитель В. И. Дерунов).
В 1948—1957 годах преподавал в Московском городском доме пионеров, с 1957 по 1960 год — в Московском государственном педагогическом институте имени В. И. Ленина.
С 1950 года принимал участие в художественных выставках. В 1951 году вступил в Союз художников СССР.
Жил в городе Видное Московской области. Погиб в автокатастрофе 25 апреля 2004 года.

## Работы

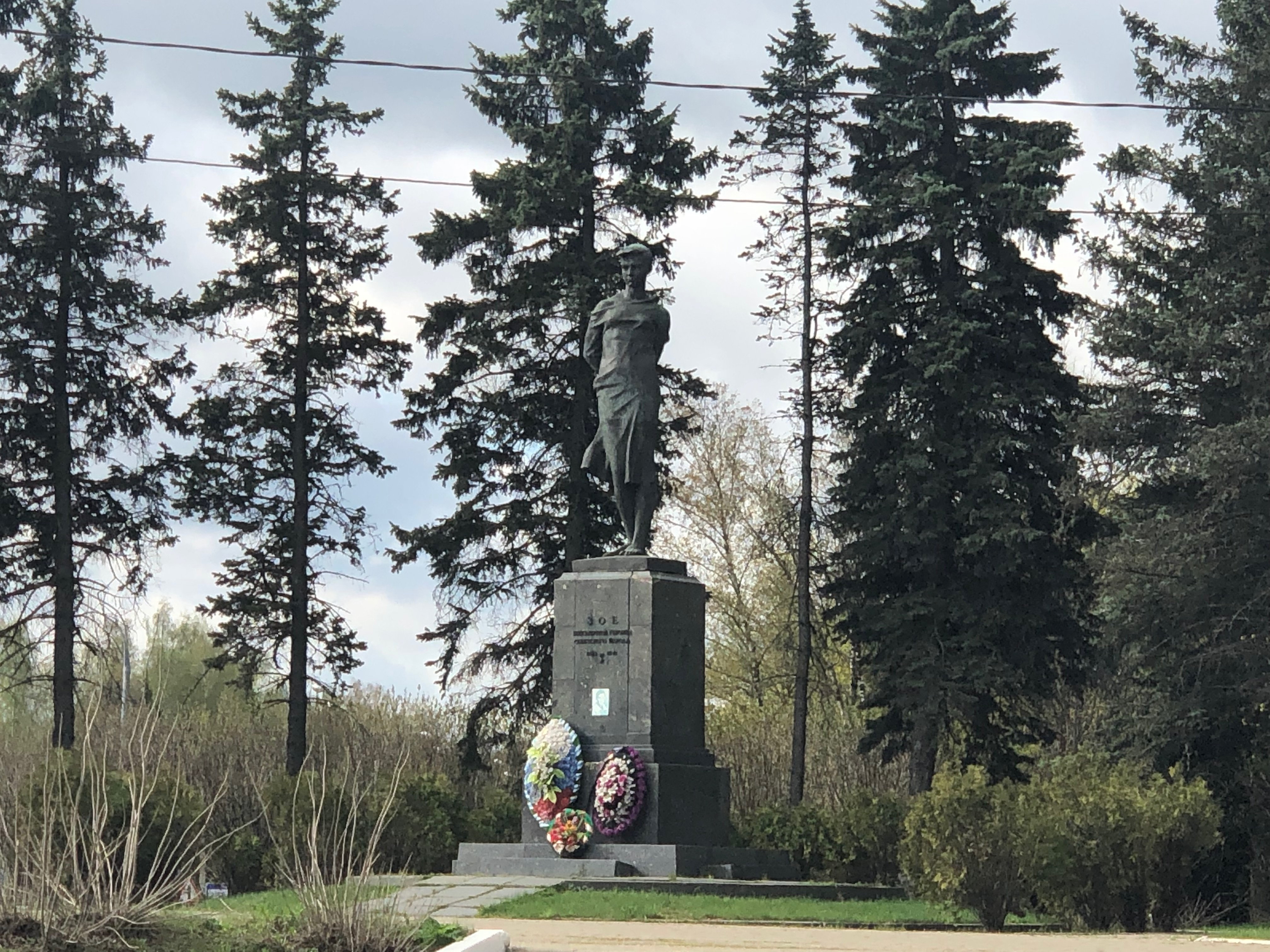
Памятник Зое Космодемьянской

Скульптура «Движущие силы Октября», 1970, Ульяновский музей-мемориал В. И. Ленина.

### Портреты
- Работница машиностроительного завода П. А. Андреева (чугун, 1951)[1]
- Испанский художник Д.-С. Гарсиа (гипс тонированный, 1953)[1]
- Композитор Ф. Шопена (мрамор, 1955)[1]
- Композитор Л. Бетховен (мрамор, 1955)[1]
- Поэт М. Ю. Лермонтов (мрамор, 1956)[1]
- Поэт А. А. Блока (фигура — алюминий, 1967)[1]
- Художник Б. В. Сафронов (гранит, 1957)[1]
- Командир В. И. Воронченко (дерево, 1958, Смоленский ОКМ)[1]
- Политработника В. Д. Святченков (медь, 1959, Смоленский ОКМ)[1]
- Партизанский отряд «Дедушка»[1]
- Герой Советского Союза С. В. Гришин (медь, 1959, там же)[1]
- Партизанский командир Т. Засыпко (бронза, 1975)[1]
- Академик Л. Д. Ландау (гипс, 1963)[1]
- Академик Н. Н. Семёнова (гипс, 1964)[1]
- Искусствовед Б. И. Бродский (бронза, гранит, 1965)[1]

### Композиции
- «1905 год» (бронза, 1951, Государственный центральный музей современной истории России)[2]
- «Разведка возвращается» (гипс тонированный, 1960, Дальневосточный ХМ, Хабаровск)[1]
- «Дорога» (дерево, 1964)[1]
- «Рыбаки Приморья» (гипс, 1975)[1]

### Монументальные произведения
- Лепные медальоны «Победители» (1953, совместно со скульптором Ю.Г. Ушковым) на фасаде наземного вестибюля станции Смоленская Московского метрополитена
- Памятник Зое Космодемьянской (бронза, гранит, 1957, совместно со скульптором В. А. Фёдоровым и архитектором А. М. Каминским; 83-й км. Минского шоссе у д. Петрищево Московской области)[1]
- Памятник-въезд во Владивосток «Владивостоку 100 лет» (гранит, кованая медь, 1960)[2]
- Памятник «Погибшим рыбакам» (цемент, 1966, совместно с В. Л. Зверевым, г. Невельск, Сахалинская область)[1]
- Памятник «Морякам торгового флота, погибшим в годы Великой Отечественной войны» (бронза, гранит, 1967, совместно с В. Л. Зверевым, Владивосток)[1]
- Композиция «Движущие силы Октября (Октябрь)» (бронза, гранит, 1970, Ленинский мемориал в Ульяновске)[1][5]
- Памятник сейнеру «Бокситогорск» (бронза, 1971, г. Находка)[2]
- «Элегия» (бронза, 1975, во дворе гостиницы «Россия»)[2][6]
- Монумент памяти революции 1905 года (бронза, гранит, 1981, совместно о скульптором В. А. Фёдоровым, архитекторами М. Е. Константиновым, А. М. Половниковым, В. М. Фурсовым, Москва)

## Награды и премии
- Премия Ленинского комсомола Подмосковья (1978)[3]